# نیروهای دریایی قزاق
نیروهای دریایی قزاق (قزاقی: Қазақстан Республикасы әскери-теңіз күштері) نیروی دریایی زیرمجموعه نیروهای مسلح قزاقستان است، که در سال ۱۹۹۳ تأسیس شد.